# 渡辺悟仙
渡辺悟仙（わたなべごせん・本名「昌男」 1928年（昭和3年）11月26日 - 2000年（平成12年）8月22日）は、福井県福井市出身の日本を代表する世界的水墨画家。「日本南画院」元理事長。「福井県水墨画協会」創立者 兼 初代会長。紺綬褒章受章者。

## 人物略歴
生まれながらにして画才をもち、少年期には父である久吉（雅号・旭光）や文人画家の小川春峰に日本画の手ほどきを受け、青年期には南画家である飯原如堂に習う。雅号「静山」。拓殖大学卒業後、福井県庁に勤めるかたわら画家への夢があきらめきれず、1969年（昭和44年）、 馬来田愛岳（社団法人日本南画院理事）や鳥海二楽子（社団法人日本南画院常務理事）に師事。雅号を「悟仙」と改める。1971年（昭和46年）以来、日本南画院展入賞を重ね、昭和50年代以降は日本国内はもとより海外においても水墨画家として高く評価され広く知られるに至った。1996年（平成10年）11月、「社団法人日本南画院」理事長就任。「墨に生きる」を信念に東尋坊や越前海岸などを題材にした多くの大作を残している。2000年（平成12年）8月、故郷の福井市にて逝去。享年73（満71歳）。

## 人物像
- 『俺は公の場で人に見てもらい、感動を与えるために描いている』『絵は紙の上に墨とともに心を落とし込んでこそ厚みを増す』と常に水墨画への激しい情熱を持つ一方、生来の柔和な性格で弟子には分け隔てなく接し、水墨画教室（悟仙社）はいつも和やかな雰囲気であった[3]。
- 『大作を描け』『きのうの絵ではなく、明日の絵を描け』・・・悟仙が作品に対峙する時、常に抱いていた心構え[4]。
- 『墨と筆を貸しなさい』・・・病魔に侵されて入院し、体力的にも限界に達している際に弟子に対して発した言葉。墨と筆を前にした悟仙は悟仙社で指導するのと同じ姿で筆を握り、弟子の作品を指導した[3]。

## 主な作品
- 「蘇洞門」（200号） - スペイン国王（フアン・カルロス1世）へ寄贈。
- 「涛風（東尋坊）」（400号） - 北京市美術館出品。（日中国交回復10周年記念文化使節団・合同美術展） ※ 2009年8月現在、福井県立美術館館蔵品となっており常設展示されてはいない。
- 「東尋坊」（80号） - 旧ソ連キエフ市に寄贈。（日ソ合同美術展）
- 「東尋坊」（5.5m×5.5m） - 財団法人紙の博物館（東京都北区王子）へ寄贈。 ※ 2009年8月現在、館蔵品となっており常設展示されてはいない。
- 「初冬の街」（200号） - 第24回「社団法人日本南画院展」出品。
- 「東尋坊」（5.5m×11m） - 福井県三国町郷土資料館（現 みくに龍翔館）へ寄贈。 ※ 2009年8月現在、常設展示中。
- 「越前寿海」（4m×26m） - 福井市フェニックス・プラザへ寄贈。 ※ 2009年8月現在、常設展示中。
- 「たまり」（200号） - 第26回「社団法人日本南画院展」出展。
- 「夜明け」（200号） - 第32回「社団法人日本南画院展」出展。 ※ 2009年8月現在、福井新聞社蔵品となっており常設展示されてはいないが、事前に申し込めば個人でも鑑賞可能。
- 「越前寿海」（200号） - 第38回「社団法人日本南画院展」出展。
- 「松寿」（1.5m×3.8m） - 遺作。指定介護老人福祉施設ほのぼの苑（福井県南条町） 蔵。 ※ 2009年8月現在、常設展示中。

## 主な受賞歴
- 1978年（昭和53年）6月〔39歳〕 - 紺綬褒章
- 1984年（昭和59年）11月〔45歳〕 - 福井市文化奨励賞
- 1986年（昭和61年）3月〔46歳〕 - 日本南画院展文部大臣賞（最高賞）

## 出版画集
- 「墨に生きる」渡辺悟仙画集 （1998年9月出版・A4判・ハードカバー・158p）

## 渡辺悟仙顕彰碑
福井県坂井市丸岡町にある「北陸三堂顕彰碑」に列して、2005年（平成17年）3月、悟仙の座右の銘であった『墨に生きる』が刻まれた顕彰碑が建立され、南画愛好家の心のよりどころ、励ましの場になっている。なお、「北陸三堂」とは、明治から大正時代に活躍した福井県出身の偉大なる画家「長田雲堂・山田介堂・内海吉堂」の三人をさしている。